# Xian de Sheyang
Le xian de Sheyang (射阳县 ; pinyin : Shèyáng Xiàn) est un district administratif de la province du Jiangsu en Chine. Il est placé sous la juridiction de la ville-préfecture de Yancheng.

## Démographie
La population du district était de 1 048 466 habitants en 1999.